# Macrelmis hayekae
Macrelmis hayekae là một loài bọ cánh cứng trong họ Elmidae. Loài này được Spangler miêu tả khoa học năm 1997.